# Scopula desita
Scopula desita là một loài bướm đêm trong họ Geometridae.